# Czarna Huta (Tarnowskie Góry)
Czarna Huta (niem. Hugohütte) – część miasta Tarnowskie Góry, zlokalizowana na terenie dzielnicy Sowice.

## Historia
Powstanie Czarnej Huty ściśle związane jest z rozwojem hutnictwa na ziemi tarnogórskiej. Zdaniem kronikarza Jana Nowaka już w XVI wieku na tym położonym między dwiema wsiami koło Tarnowskich Gór (Lasowicami i Sowicami) terenie prowadzona była działalność górnicza oraz działać miała „Huta sowicka”, w której wytapiano rudę srebra uzyskiwaną z pobliskich kopalń. Potwierdzeniem mogą być wpisy w kontrolnych księgach górniczych z lat 1533, 1575 i 1588 wspominające o „hucie Rachwałta i Kaya” znajdującej się „nad potokiem sowickim”. Gdy w XVII wieku doszło do załamania górnictwa kruszcowego na tym obszarze, hutę przekształcono w niewielką warzelnię ałunu glinowo-potasowego oraz witriolu, produkowano tu również czerwoną farbę.
Pierwsze drewniane domostwa należące do hutników zatrudnionych w „Hucie sowickiej” mogły powstać już w XVI wieku, jednak po raz pierwszy przemysłowy przysiółek o nazwie Schwartzehütte pojawia się dopiero na mapie Principatus Silesiae Oppoliensis z 1736 roku. W 1842 roku z inicjatywy hrabiego Hugona I Henckel von Donnersmarcka na gruntach pomiędzy Sowicami a Lasowicami założono hutę żelaza Hugohütte, która działała przez około 20 lat. W tym okresie Czarna Huta przekształciła się w większą osadę o układzie wielodrożnicy.
W 1875 roku w Czarnej Hucie założono szkołę elementarną, która funkcjonowała przy obecnej ul. 22 Stycznia do czasu oddania do użytku nowej szkoły w pobliskich Sowicach w 1938 roku. Również w latach 70. XIX wieku z inicjatywy dr. Paula Wossidlo, dyrektora Królewskiego Gimnazjum Realnego w Tarnowskich Górach, na stawie na rzece Stole w Czarnej Hucie utworzono publiczną pływalnię, która w 1927 roku została powiększona i zmodernizowana .

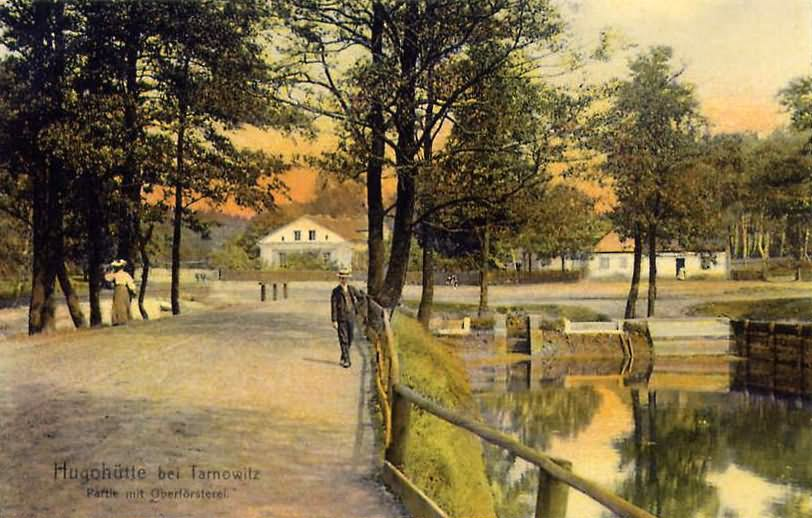
Promenada i staw w Czarnej Hucie na pocztówce z pocz. XX wieku

W 1892 roku w miejsce huty działalność rozpoczęła fabryka celulozy i papieru, w której przerabiano drewno pozyskiwane z okolicznych lasów. Działała ona do wybuchu I wojny światowej, a po jej zakończeniu w budynkach zakładu funkcjonowały: oddział gięcia rur Zakładów Budowy Rur oraz fabryka chemiczna (późniejsze Zakłady Chemiczne „Tarnowskie Góry”).
Pod względem przynależności parafialnej Kościoła katolickiego Czarna Huta początkowo przynależała do parafii w Tarnowicach Starych. Na początku lat 20. XX wieku Czarna Huta, Sowice oraz Lasowice odłączyły się od tejże parafii i utworzyły wspólną gminę kościelną korzystającą z kościoła św. Jana w Tarnowskich Górach. Od 1945 roku Czarna Huta jest częścią parafii Matki Boskiej Częstochowskiej w Sowicach.
Miejscowość pod względem administracyjnym pierwotnie była częścią gminy Lasowice (niem. Lassowitz), w latach dwudziestolecia międzywojennego stała się częścią gminy Sowice. Po II wojnie światowej, od 1 grudnia 1945, przyłączona do Tarnowskich Gór.

## Nazwa
Nazwa „Czarna Huta” ma charakter topograficzny i pochodzi od dawnego wyglądu brudnych, okopconych w wyniku działalności hutniczej budynków znajdujących się w tej miejscowości. Jej niemiecka, funkcjonująca niegdyś urzędowo, nazwa „Hugohütte” odnosi się natomiast wprost do działającej od 1842 roku do końca XIX wieku huty żelaza Hugohütte (pol. ‘Huta Hugo’).

## Zabytki

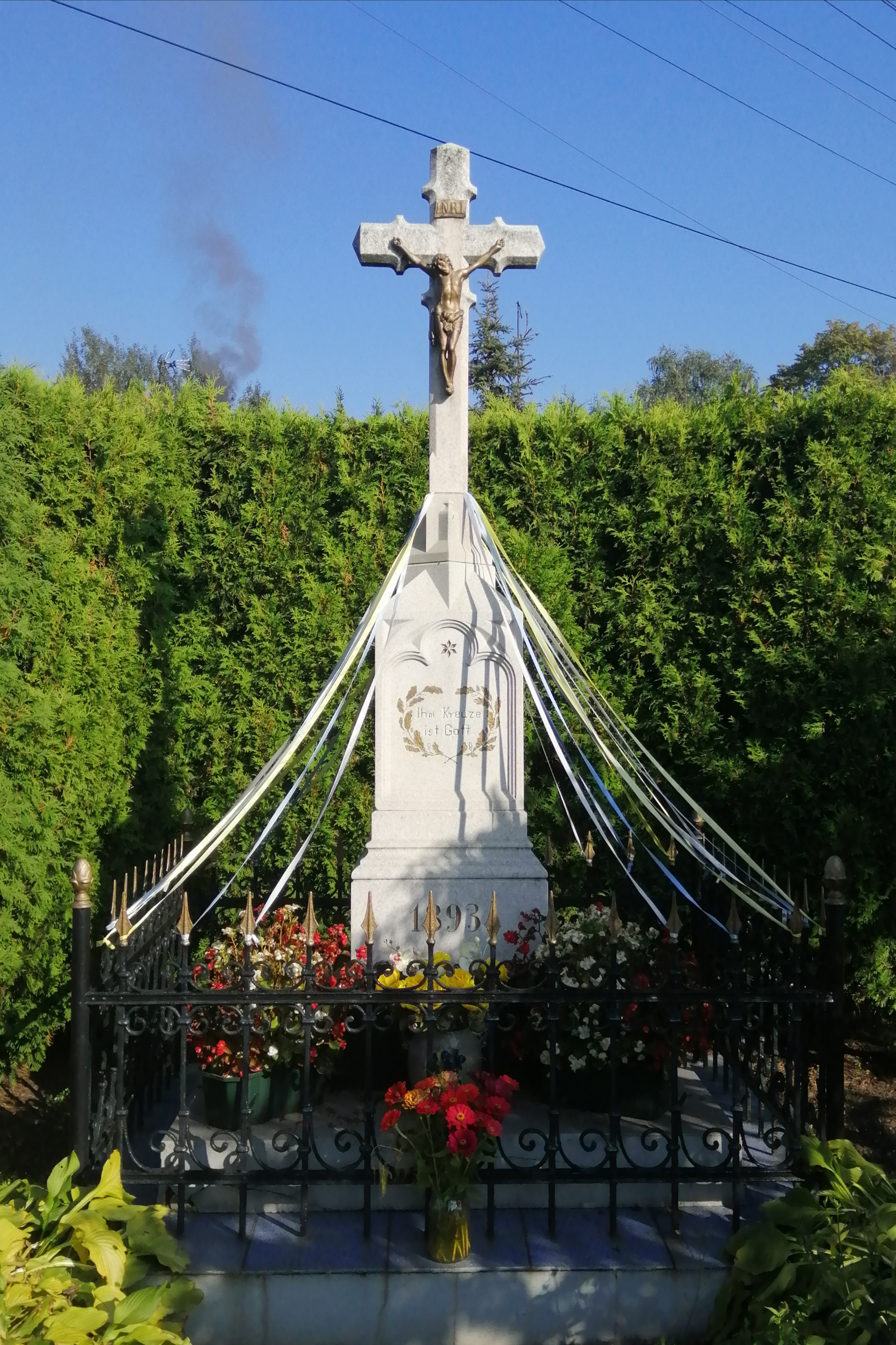
Zabytkowy krzyż z 1893 roku u zbiegu ul. Czarnohuckiej i ul. 22 Stycznia

Na terenie Czarnej Huty znajdują się wyłącznie obiekty figurujące w gminnej ewidencji zabytków Miasta Tarnowskie Góry :
- budynki mieszkalne z końca XIX wieku oraz początku XX wieku – przy ul. Bocznej 5, 6 i 7, ul. Czarnohuckiej 5, 7 i 18, ul. Wyzwolenia 13 i ul. 22 Stycznia 1,
- zespół dwóch lokomotywowni i dwóch wież ciśnień oraz polski schron polowy piechoty z 1939 roku (nieukończony)[22] – w rejonie ul. Fabrycznej,
- krzyż przydrożny z 1893 roku – u zbiegu ul. Czarnohuckiej i ul. 22 Stycznia.

## Komunikacja
Główną ulicą Czarnej Huty, stanowiącą oś osadniczą miejscowości, jest ul. Czarnohucka o przebiegu południkowym. Jest ona częścią drogi powiatowej klasy Z nr 3290 S, której kontynuacją biegnącą w stronę Śródmieścia-Centrum (na południe) jest ul. Henryka Sienkiewicza, a w stronę właściwych Sowic i Strzybnicy (na północ, następnie na zachód) – ul. Grzybowa.
Czarną Hutę z Sowicami łączą również biegnące bezpośrednio na zachód ul. Juliusza Słowackiego (droga powiatowa klasy L nr 3296 S) oraz ul. Kolejowa (droga gminna klasy D nr 270 089 S), natomiast z Lasowicami miejscowość łączy biegnąca na wschód ul. Fabryczna (droga gminna klasy L nr 270 045 S).
Publiczny transport zbiorowy zapewnia Zarząd Transportu Metropolitalnego organizujący przewozy autobusowe na liniach 174, 189, 671, 736 i 746. Autobusy zatrzymują się na przystankach Sowice Czarna Huta oraz Sowice Elektrocarbon.